# 요묘전: 레전드 오브 더 데몬 캣
《요묘전: 레전드 오브 데몬 캣》(妖猫传, 영어: Legend of the Demon Cat)는 중국, 홍콩, 일본의 드라마, 판타지, 미스터리 영화로 첸 카이거가 감독을 왕혜령, 첸 카이거가 각본을 맡았다. 대한민국에서는 2018년 8월 30일에 개봉되었다.

## 줄거리
당나라 황궁에서 기묘한 일이 발생한다. 황제가 약 7일간 잠에 들지 못하는 우환 끝에 사망한 것. 비밀리에 부름을 받아 당나라에 오게 된 일본의 주술 법사 ‘쿠카이’는 황궁의 기록을 담당했던 시인 ‘백거이’와 함께 일련의 사건들을 추적하던 중 악령 고양이의 저주로 인한 황궁 연쇄 살인 사건임을 알게 된다. 그리고 마침내 다가선 진실의 끝에는 황후 ‘양귀비’의 잔혹한 죽음이 있었다. 역사 속에 숨겨졌던 사랑의 비밀이 밝혀진다!

## 출연진
주연
- 황쉬안 - 백거이 역
- 소메타니 쇼타 - 쿠카이 역
- 아베 히로시 - 아베노 역
- 류하오란 - 백룡 역

조연
- 장룽룽 - 양귀비 역
- 장위치 - 춘금 역
- 친하오 - 진운초 역
- 히노 쇼헤이
- 마쓰자카 게이코